# Medvedí potok
Medvedí potok je potok v horním Liptově, v jihovýchodní části okresu Liptovský Mikuláš. Je to pravostranný přítok Ipoltice, měří 4,8 km a je tokem IV. řádu. Teče územím NAPANT-u.
Pramení v Nízkých Tatrách, v podcelku Kráľovohoľské Tatry, na severozápadním svahu Velké Vápenice (1 691,2 m n. m.) v nadmořské výšce přibližně 1 480 m n. m. Od pramene teče severoseverovýchodním směrem a zprava přibírá nejprve krátký přítok pramenící severně od kóty 1 674,6 m, pak přítok (1 110,3 m n. m.) z jihozápadního svahu Medvědí (1 569,7 m n. m.). Dále protéká Medvědí dolinou, kde zprava přibírá přítok ze severozápadního svahu Medvědí, následně zleva přítok ze severoseverovýchodního svahu Malé Vápenice (1 486,7 m n. m.) a opět z pravé strany nejvýznamnější přítok (1,8 km) ze severovýchodního svahu medvědí, který protéká mysliveckou dolinou. Nakonec se stáčí severozápadním směrem, teče vedle horárni Medvědí na pravém břehu a jižně od závěru doliny Ipoltice ústí v nadmořské výšce cca 827,5 m n. m. do potoka Ipoltice.